# 2-dimethylamino-ethanol
2-dimethylamino-ethanol (DMAE) is een organische verbinding, die industrieel bereid wordt door de reactie van etheenoxide met dimethylamine. Ze bevat zowel een aminegroep als een hydroxylgroep, en kan dus reageren als een amine of als een alcohol. Deze verbindingen worden alkanolamines genoemd. Zo vormt de aminegroep van DMAE zouten en de hydroxylgroep esters met organische en anorganische zuren.
2-dimethylamino-ethanol kan omgezet worden tot choline en is op die manier een precursor van de neurotransmitter acetylcholine. Het komt in kleine hoeveelheden in veel organismen voor, vooral in pijlinktvissen en vissen.

## Toepassingen

### Industriële toepassingen
Toepassingen in de industrie zijn onder meer:
- in de kunststofindustrie als katalysator bij de productie van polyurethaan- en polyisocyanuraatschuim
- het reageert met harsen in watergebaseerde lakken en verven en zorgt ervoor dat deze, op zich niet in water oplosbare, harsen in oplossing blijven
- tussenproduct voor de synthese van dimethylaminoethylmethacrylaat, waarvan polymeren onder meer gebruikt worden als antistatische middelen en als flocculatiemiddelen voor afvalwaterbehandeling
- in de synthese van onder meer ionenwisselaars, chemicaliën voor textiel- en papierbehandeling
- corrosie-inhibitor in stoomketelinstallaties
- additief in verfverwijderaars

### Gebruik in cosmetica
Een aantal antirimpelcrèmes bevat 2-dimethylamino-ethanol. Gebruik van een crème met ca. 3% 2-dimethylamino-ethanol kan de huid terug gladder maken. Het - weliswaar tijdelijk - effect zou veroorzaakt worden door het irriterende karakter van de verbinding: door de irritatie vormen de huidcellen blaasjes, zwellen op en strijken zo de rimpels glad.

### Gebruik als geneesmiddel of voedingsadditief
Omdat het een precursor is van de neurotransmitter acetylcholine, wordt 2-dimethylamino-ethanol of een ester of zout ervan, in de geneeskunde gebruikt als antidepressivum. De farmaceutische vorm van 2-dimethylamino-ethanol is gekend als Deanol. Het is evenwel niet duidelijk of en in welke mate toegediend 2-dimethylamino-ethanol in het lichaam wordt omgezet in acetylcholine. Sommige studies wezen uit dat het de bloed-hersenbarrière kan passeren en in acetylcholine omgezet worden. Andere studies konden echter geen wijziging in het niveau van acetylcholine aantonen na toediening ervan (zowel in vitro als in vivo). In de Verenigde Staten werd het middel Deaner (deanol-p-acetamidobenzoaat) in 1983 van de markt gehaald. Het werd gebruikt om kinderen met leer- en gedragsproblemen te behandelen. Er zijn tegenwoordig nog producten met 2-dimethylamino-ethanol of derivaten ervan op de markt die worden aangeboden als opwekkend middel en middel tegen vermoeidheid. Ze zouden het concentratievermogen en het geheugen stimuleren en een positief effect hebben op de mentale toestand. De doeltreffendheid van 2-dimethylamino-ethanol is echter niet eenduidig vastgesteld. 2-dimethylamino-ethanolbitartraat, een zout van 2-dimethylamino-ethanol en wijnsteenzuur, wordt verkocht als voedingssupplement.
2-dimethylamino-ethanol staat op de dopinglijst: het is een verboden stof in wedstrijdverband.

## Toxicologie en veiligheid
2-dimethylamino-ethanol is een stof die de huid irriteert. Langdurig of herhaaldelijk contact met de huid kan huidontsteking veroorzaken. De dampen irriteren ogen en luchtwegen; inademing van de dampen kan longoedeem veroorzaken.
De verbinding reageert hevig met oxiderende stoffen, zuren, zuurchlorides en isocyanaten met kans op brand en ontploffing. Het tast koper en koperlegeringen aan.